# فيروس الإنفلونزا أ H7N1
فيروس الإنفلونزا أ H7N1 هو أحد أنماط فيروس الإنفلونزا أ، وهو قادر على التسبب بالإنفلونزا لدى الطيور.
سبب فيروس H7N1 شديد العدوى بفاشية في عدد من مزارع الدواجن والدجاج الرومي مسبباً خسائر مالية في عام 1999 في إيطاليا.